# Halsband-Waldsänger
Der Halsband-Waldsänger (Myioborus torquatus) ist ein kleiner Singvogel in der Gattung Myioborus aus der Familie der Waldsänger (Parulidae). Die Art ist endemisch in Costa Rica und im Westen von Panama. Die IUCN listet den Vogel als „nicht gefährdet“ (least concern).

## Merkmale

### Aussehen
Halsband-Waldsänger erreichen eine Körperlänge von 13 Zentimetern und im Durchschnitt ein Gewicht von 10,5 Gramm. Die Flügellänge beträgt bei den Männchen 5,7 bis 6,8 Zentimeter, bei den Weibchen 6,0 bis 6,6 Zentimeter. Erwachsene Vögel haben ein schwarzes Kronengefieder mit einem großen hervorstechenden rötlich-braunen Kronenfleck. Die Zügel, die Kopfseiten und das Kehlgefieder sind hellgelb. Die Augen sind dunkel. Der Nacken ist schwarz und die Nackenseiten sowie das Oberseitengefieder ist dunkelgrau. Die Flügel sind schwärzlich mit schmalen grauen Säumen und die Steuerfedern schwärzlich mit extensiven weißen Außenfedern. 
Hervorstechendes Merkmal ist das dunkelgraue Band über  Hals und oberer Brustpartie. Das Unterseitengefieder ist hellgelb und die Unterschwanzdecken sind blass gelblich-weiß. Der Schnabel und die Beine sind schwärzlich. Im abgenutzten Gefieder können die Steuerfedern und die Flügel leicht bräunlich erscheinen.
Im Jugendkleid ist das Kopf- und Oberseitengefieder sowie das Kehl- und Brustgefieder dunkelgrau. Das Oberseitengefieder ist braun verwaschen. Die mittleren und großen Armdecken haben braune Säume. Das hintere Unterseitengefieder ist blass gelblich.

### Stimme und Gesang
Die Stimme ist ein schrilles „tzip“. Sie ist aufgeweckter als beim Larvenwaldsänger (Myioborus miniatus), der im selben Verbreitungsgebiet vorkommt.
Der Gesang ähnelt dem des Larvenwaldsängers, er ist jedoch hellklingender, länger sowie melodischer und variabler. Manchmal schließt der Gesang Trillern und Pfeifen ein.

## Lebensraum, Ernährung und Fortpflanzung
Halsband-Waldsänger bewohnen moosige Bergwälder, vorzugsweise Eichenwälder; des Weiteren buschige Schluchten, Waldränder und hochgelegene Viehweiden oberhalb von 1500 Metern bis zur Baumgrenze. Dabei variiert die besiedelte Höhenlage innerhalb Costa Ricas. In den nördlich liegenden Cordillera de Tilarán liegt sie gewöhnlich über 1500 Meter, nach Osten in den anschließenden Cordillera Central meist oberhalb von 2200 Metern und südlich in den Cordillera de Talamanca, die sich bis in den Südosten von Panama erstrecken, gewöhnlich über 2500 Meter. 
Ihre Nahrung besteht aus Insekten. Diese suchen sie paarweise in allen Vegetationshöhen oder fangen sie im Flug. Oft stürzen sie sich auf Beutetiere, die von anderen Vögeln aufgescheucht werden oder folgen manchmal Viehherden in den Hochländern und ernähren sich dort von den Insekten, die den Rindern folgen. In abgelegenen Regionen ernähren sie sich auch manchmal von den Insekten, die an Menschen gehen. Sie bekamen deshalb auch den einheimischen Namen – amigo de hombre (Freund des Menschen).
Oftmals hängen die Flügel nach unten herab und der Schwanz wird ausgefaltet. Außerhalb der Brutzeit schließen sich Paare oder auch Familienverbände gemischten Vogelschwärmen an.
Die Brutzeit ist von März bis Mai. Das gewölbte Nest mit einem seitlichen Eingang legen sie gut versteckt auf dem Boden an, meist an Böschungen oder unter Totholz. Als Nistmaterial verwenden die Tiere trockene Bambusblätter, Gemüsefasern und die braunen Schuppen von Baumfarnen. Ein Gelege besteht aus zwei bis drei Eiern. Über die Brutdauer und Nestlingszeit gibt es keine Untersuchungen.

## Verbreitung
Das Verbreitungsgebiet erstreckt sich von den Cordillera de Tilarán im Norden von Costa Rica südöstlich bis in den Zentralwesten von Panama. 